# Ґури (Седлецький повіт)
Ґури (пол. Góry) — село в Польщі, у гміні Корчев Седлецького повіту Мазовецького воєводства. Населення — 128 осіб (2011).

## Історія
Станом на 1921 рік село Ґури належало до гміни Корчев Соколівського повіту Люблінського воєводства міжвоєнної Польщі.
За офіційним переписом населення Польщі 10 вересня 1921 року в селі Ґури налічувалося 43 будинків та 266 мешканців, з них:
- 129 чоловіків та 137 жінок;
- 244 римо-католики, 22 православні;
- 266 поляків;

У 1975—1998 роках село належало до Седлецького воєводства.

## Населення
Демографічна структура станом на 31 березня 2011 року:
|          | Загалом | Допрацездатний вік | Працездатний вік | Постпрацездатний вік |
| -------- | ------- | ------------------ | ---------------- | -------------------- |
| Чоловіки | 71      | 10                 | 47               | 14                   |
| Жінки    | 57      | 6                  | 28               | 23                   |
| Разом    | 128     | 16                 | 75               | 37                   |